# 北京奥林匹克公园赛道
北京奥林匹克公园赛道是一条2014年9月13日作为电动方程式第一场ePrix首次使用的街头赛道。它围绕着2008年奥林匹克运动会中所使用的“鸟巢”奥林匹克体育场。赛道有20个弯，全长3.453公里，是电动方程式最长的轨道。位置的选择和赛道的设计是由设计师Rodrigo Nunes与汽车联合会、Formula E、中国汽车运动联合会、奥林匹克公园委员会、北京市长、中国政府和活动的组织者中国车队密切合作完成的。